# Gierle
Gierle is een deelgemeente van Lille in de Antwerpse Kempen in België. Gierle was een zelfstandige gemeente tot aan de gemeentelijke herindeling van 1977.

## Geschiedenis
Gierle werd voor het eerst vermeld in 1259, als Ghirle wat zoiets betekent als bosje op verhoogde zandgrond nabij modderige sloot. Gierle behoorde tijdens het feodalisme tot het Land van Turnhout. Gierle vormde aanvankelijk één parochie, samen met Tielen. .

## Geografie
Gierle grenst aan de dorpen Vosselaar, Tielen, Beerse & Lille. Gierle was een zelfstandige gemeente tot 1 januari 1977 toen het bij de gemeentefusies een deelgemeente werd van Lille.

## Bezienswaardigheden

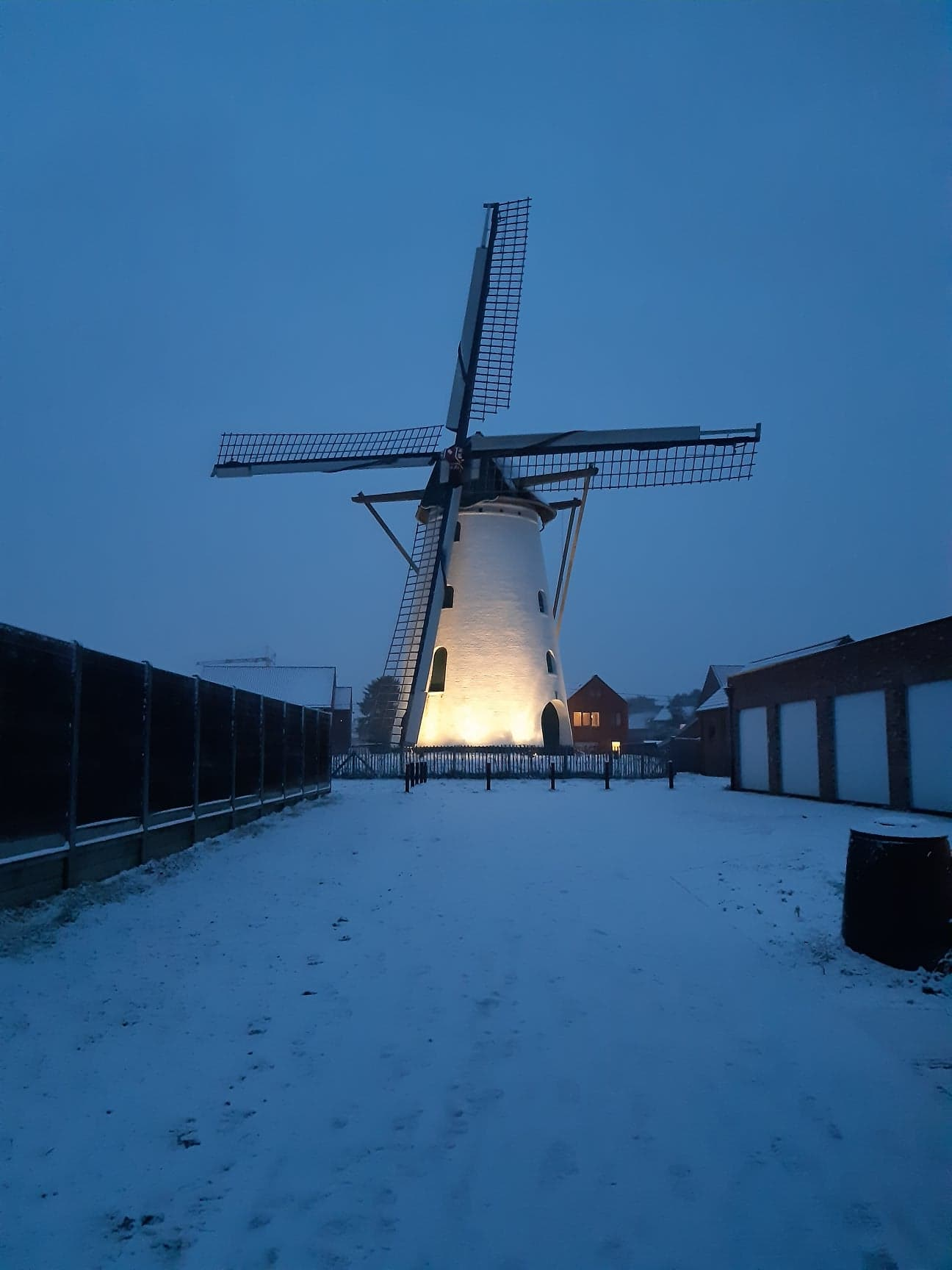
Molen in Gierle

- De Onze-Lieve-Vrouwekerk aan de Singel.
- De Onze-Lieve-Vrouw Bezoekingkapel
- Het Ursulinenklooster
- De windmolen In Stormen Sterk

## Natuur en landschap
Gierle ligt in de Kempen op een hoogte van 15-20 meter. Gierle ligt in de vallei van de Aa. Het Grotenhoutbos (ook wel het Giels bos genoemd) ligt gedeeltelijk in Gierle.

## Demografische ontwikkeling
- Bronnen:NIS, Opm:1806 tot en met 1970=volkstellingen; 1976 = inwoneraantal op 31 december

## Recreatie
- Een toeristische attractie in Gierle zijn de Lilse Bergen.

## Cultuur

### Evenementen
- Sjock Festival
- Krawatencross
- Sunrise Festival
- Sunset Festival

## Mobiliteit
De E34 loopt door Gierle.

## Trivia
- In de familieroman De Bloemen van Koen Peeters (2009) speelt de twintigste-eeuwse geschiedenis van Gierle een belangrijke rol.

## Bekende inwoners
- Renaat Peeters (1925-1999), politicus
- Bonifaes Mellaerts (1927), oud-strijder en ereburger
- Jef Piedfort (1930-2008), voetballer
- Louis Neefs (1937-1980), zanger
- Fik van Gestel (1951), kunstschilder
- Walter Meeuws (1951), voetballer en voetbaltrainer
- Dirk Van Duppen (1956-2020), politicus

## Nabijgelegen kernen
Lille, Tielen, Vosselaar, Beerse